# Angrobia simsoniana
Angrobia simsoniana é uma espécie de gastrópode  da família Hydrobiidae.
É endémica da Austrália.